# Arcanumophis problematicus
Arcanumophis problematicus är en ormart som beskrevs av Myers 1986. Arcanumophis problematicus är ensam i släktet Arcanumophis som ingår i familjen snokar. Arten tillhör underfamiljen Dipsadinae som ibland listas som familj.
Inga underarter finns listade i Catalogue of Life.
Denna orm är endast känd från ett område i regionen Puno i sydöstra Peru nära gränsen till Bolivia. Den hittades vid 1520 meter över havet. Arcanumophis problematicus lever i städsegröna bergsskogar. Antagligen lägger honor ägg.
Fjällskivan som sitter på näsan har ett veck vad som skiljer arten från alla andra ormar i tribus Xenodontini. Molekylärgenetiska undersökningar tyder på att Arcanumophis problematicus är systertaxon till alla andra medlemmar av detta tribus.
Flera skogar i regionen omvandlas till odlingsmark. Det är oklart om beståndet påverkas. IUCN kategoriserar arten globalt som otillräckligt studerad.